# Удалить историю
«Удалить историю» (фр. Effacer l'historique) — кинофильм режиссёров Бенуа Делепина и Гюстава Керверна, вышедший на экраны в 2020 году. Лента получила специальный приз жюри Берлинского кинофестиваля, а также номинацию на премию «Сезар» за лучший оригинальный сценарий.

## Сюжет
Тема фильма — влияние социальных сетей и информационных технологий в целом на нашу повседневную жизнь. Каждый из персонажей по-своему борется с этим влиянием и его последствиями. Эксцентричная Мари, вынужденная расстаться с мужем и сыном, сталкивается с шантажистом, угрожающим выложить в сеть секс-видео с её участием. Погрязший в кредитах Бертран разрывается между необходимостью помочь дочери, которую травят в школе, и влюблённостью в голос работницы клиентской службы, пытающейся продать ему очередную ненужную ему вещь. Таксистка Кристина, потерявшая хорошую работу из-за страстной увлечённости телесериалами, никак не может понять, почему в приложении для заказа такси у неё стоит лишь одна «звезда». Герои объединяются, чтобы совместными усилиями решить свои проблемы.

## В ролях
- Бланш Гарден — Мари Деу
- Дени Подалидес — Бертран Питорен
- Коринн Масьеро — Кристина
- Венсан Лакост — шантажист
- Бенуа Пульворд — курьер
- Були Ланнерс — хакер под ником Бог
- Мишель Уэльбек — клиент с суицидальными наклонностями
- Джеки Берройе — сосед
- Денис О’Хэр — американский миллионер
- Жан Дюжарден — охотник на панду